# Santa Isabel (Kalifornia Dolna)
Santa Isabel – miasto w Meksyku, w stanie Kalifornia Dolna.